# Paulina Andrzejewska
Paulina Maria Andrzejewska-Damięcka (ur. 5 lipca 1980 w Szczecinie) – polska tancerka, choreografka i pedagożka.

## Życiorys
Pochodzi ze Szczecina. W 1999 ukończyła Państwową Szkołę Baletową im. Romana Turczynowicza w Warszawie. W 2005 uzyskała stopień magistra sztuki w Akademii Muzycznej im. Fryderyka Chopina w Warszawie, Wydział Edukacji Muzycznej, specjalność Pedagogika Baletu. Od 2003 uczy tańca współczesnego w Ogólnokształcącej Szkole Baletowej w Warszawie. W latach 2006–2008 pracowała jako pedagożka tańca współczesnego w Ogólnokształcącej Szkole Baletowej w Łodzi, a w latach 2014–2016 jako wykładowczyni Uniwersytetu Muzycznego Fryderyka Chopina w Warszawie. Od 2015 współpracuje z Akademią Teatralną im. Aleksandra Zelwerowicza w Warszawie. Od sezonu 2019/2020 pełni funkcję zastępczyni dyrektora ds. artystycznych w Teatrze Muzycznym w Poznaniu.
Od 2018 roku jest żoną Mateusza Damięckiego. Mają dwoje dzieci.

## Taniec
Brała udział w:
- spektaklu „W 80 dni dookoła świata” – Teatr Rampa[8]
- operetce „Orfeusz w piekle”[8],
- musicalach Teatru Muzycznego „Roma”: „Grease”, „Koty”, „Taniec Wampirów” (asystent choreografa Dennisa Callahana) „Najlepsze z Romy”[9]
- trasie przedstawienia „Kwiaty we Włosach” (asystent choreografa Ryana Francois)[9].

Brała udział w programach telewizyjnych:
- Gorączka złota (TVN),
- Gra w przeboje (RTL7),
- Co nam w duszy gra (TVP2),
- Jaka to melodia? (TVP1).
- Kabaretowy Klub 2 (TVP 2)

## Choreografia
- autorka choreografii programu telewizyjnego Roberta Rozmusa – Robert Rozmus Show[9].
- musical „Upiór w Operze” w Teatrze Muzycznym Roma w Warszawie[9]
- „Przygody pszczółki Mai” w Teatrze Lalki i Aktora w Lublinie[11]
- musical „Les Misérables”, „Aladyn Jr”, spektakli „Morfina”, „Berlin 4 rano” w Teatrze Muzycznym Roma[9]
- „Bal Manekinów”, „Magia Obłoków” w Teatrze Polskim w Szczecinie[12]
- „Tadas Blinda” w Wilnie[13]
- „Ławka rezerwowych” w Warszawie[9]
- „Komedia Obozowa” w Teatrze H. Modrzejewskiej w Legnicy[9]
- 2013: „Latający Cyrku Monty Pytona” w Teatrze Rampa w Warszawie[14]
- „Aladyn jr” w Teatrze Komedii Muzycznej w Sankt Petersburgu[13]
- „Upiór w Operze” w Operze Podlaskiej w Białymstoku[9]
- 2017: „Madagaskar” w Teatrze Muzycznym w Poznaniu[10]
- musical familijny „Księga dżungli” w Teatrze Muzycznym w Poznaniu[15]